# Giải bóng đá hạng ba quốc gia Cộng hòa Síp 1997–98
Giải bóng đá hạng ba quốc gia Cộng hòa Síp 1997–98 là mùa giải thứ 27 của giải bóng đá hạng ba Cộng hòa Síp. AEZ Zakakiou giành danh hiệu thứ 2.

## Thể thức thi đấu
Có 14 đội bóng tham gia Giải bóng đá hạng ba quốc gia Cộng hòa Síp 1997–98. Tất cả các đội thi đấu với nhau hai lần, một ở sân nhà và một ở sân khách. Đội bóng nhiều điểm nhất vào cuối mùa giải sẽ là đội vô địch. Ba đội đầu bảng sẽ lên chơi ở Giải bóng đá hạng nhì quốc gia Cộng hòa Síp 1998–99 và ba đội cuối bảng xuống chơi tại Giải bóng đá hạng tư quốc gia Cộng hòa Síp 1998–99.

### Hệ thống điểm
Các đội bóng nhận được 3 điểm cho một trận thắng, 1 điểm cho một trận hòa và 0 điểm cho một trận thua.

## Thay đổi so với mùa giải trước
Các đội bóng thăng hạng Giải bóng đá hạng nhì quốc gia Cộng hòa Síp 1997–98
- Rotsidis Mammari
- Iraklis Gerolakkou
- ASIL Lysi

Các đội bóng xuống hạng từ Giải bóng đá hạng nhì quốc gia Cộng hòa Síp 1996–97
- Achyronas Liopetriou
- AEZ Zakakiou
- AEK Kakopetrias

Các đội bóng thăng hạng từ Giải bóng đá hạng tư quốc gia Cộng hòa Síp 1996–97
- Adonis Idaliou
- Achilleas Ayiou Theraponta1
- Enosis Kokkinotrimithia

Các đội bóng xuống hạng Giải bóng đá hạng tư quốc gia Cộng hòa Síp 1997–98
- Orfeas Nicosia
- AEK Katholiki1
- Tsaggaris Peledriou

1Trước khi mùa giải bắt đầu, Achilleas Ayiou Theraponta và AEK Katholiki hợp nhất thành AEK/Achilleas Ayiou Theraponta, thay thế vị trí của Achilleas Ayiou Theraponta trong giải.

## Bảng xếp hạng
| Vị thứ | Đội bóng                       | St. | T. | H. | B. | BT. | BB. | HS. | Đ  | Ghi chú                                                                 |
| ------ | ------------------------------ | --- | -- | -- | -- | --- | --- | --- | -- | ----------------------------------------------------------------------- |
| 1      | AEZ Zakakiou                   | 26  | 16 | 7  | 3  | 50  | 17  | 33  | 55 | Vô địch-Thăng hạng Giải bóng đá hạng nhì quốc gia Cộng hòa Síp 1998–99. |
| 2      | AEK/Achilleas Ayiou Theraponta | 26  | 15 | 7  | 4  | 64  | 27  | 37  | 52 | Thăng hạng Giải bóng đá hạng nhì quốc gia Cộng hòa Síp 1998–99.         |
| 3      | Anagennisi Germasogeias        | 26  | 15 | 7  | 4  | 55  | 26  | 29  | 52 | Thăng hạng Giải bóng đá hạng nhì quốc gia Cộng hòa Síp 1998–99.         |
| 4      | Ayia Napa                      | 26  | 15 | 6  | 5  | 57  | 25  | 32  | 51 |                                                                         |
| 5      | Othellos Athienou              | 26  | 9  | 9  | 8  | 43  | 38  | 5   | 36 |                                                                         |
| 6      | Achyronas Liopetriou           | 26  | 10 | 5  | 11 | 42  | 46  | -4  | 35 |                                                                         |
| 7      | APEP Pelendriou                | 26  | 10 | 5  | 11 | 41  | 48  | -7  | 35 |                                                                         |
| 8      | Elia Lythrodonta               | 26  | 7  | 10 | 9  | 36  | 40  | -4  | 31 |                                                                         |
| 9      | Adonis Idaliou                 | 26  | 6  | 12 | 8  | 45  | 49  | -4  | 30 |                                                                         |
| 10     | Enosis Kokkinotrimithia        | 26  | 7  | 9  | 10 | 28  | 39  | -11 | 30 |                                                                         |
| 11     | Ethnikos Latsion FC            | 26  | 7  | 8  | 11 | 34  | 54  | -20 | 29 |                                                                         |
| 12     | AEK Kakopetrias                | 26  | 7  | 5  | 14 | 28  | 48  | -20 | 26 | Xuống hạng Giải bóng đá hạng tư quốc gia Cộng hòa Síp 1998–99.          |
| 13     | Kinyras Empas                  | 26  | 6  | 6  | 14 | 29  | 50  | -21 | 24 | Xuống hạng Giải bóng đá hạng tư quốc gia Cộng hòa Síp 1998–99.          |
| 14     | THOI Lakatamia                 | 26  | 3  | 2  | 21 | 17  | 62  | -45 | 11 | Xuống hạng Giải bóng đá hạng tư quốc gia Cộng hòa Síp 1998–99.          |

Hệ thống điểm: Thắng=3 điểm, Hòa=1 điểm, Thua=0 điểm
Luật xếp hạng: 1) Điểm, 2) Hiệu số, 3) Bàn thắng

## Kết quả
| ↓Home / Away→ | ANP | DNA | AEZ | AEK | AAC | ANG | APP | ACR | ETL | ELL | ENS | THL | KNR | OTL |
| ------------- | --- | --- | --- | --- | --- | --- | --- | --- | --- | --- | --- | --- | --- | --- |
| Ayia Napa     |     | 2-0 | 0-0 | 1-0 | 1-4 | 2-0 | 5-0 | 2-1 | 5-2 | 1-1 | 2-0 | 5-0 | 6-0 | 0-1 |
| Adonis        | 2-2 |     | 2-5 | 2-2 | 2-2 | 1-2 | 1-2 | 3-3 | 0-1 | 4-2 | 2-2 | 3-2 | 0-0 | 3-4 |
| AEZ           | 2-1 | 4-1 |     | 4-1 | 2-1 | 0-1 | 2-1 | 2-0 | 0-0 | 2-0 | 6-0 | 2-0 | 1-0 | 3-0 |
| AEK           | 0-0 | 0-1 | 0-4 |     | 2-0 | 0-0 | 8-3 | 1-3 | 1-2 | 3-2 | 0-0 | 0-1 | 1-0 | 2-0 |
| AEK/Achilleas | 1-0 | 1-1 | 1-1 | 4-0 |     | 0-1 | 2-0 | 5-0 | 7-2 | 4-1 | 2-2 | 2-0 | 4-0 | 1-1 |
| Anagennisi    | 1-1 | 2-1 | 1-1 | 5-1 | 4-1 |     | 1-1 | 5-1 | 1-1 | 2-0 | 4-2 | 3-0 | 5-2 | 1-1 |
| APEP          | 2-4 | 3-4 | 1-1 | 1-0 | 0-4 | 1-1 |     | 1-0 | 1-0 | 1-1 | 1-2 | 6-0 | 4-1 | 2-5 |
| Achyronas     | 1-1 | 2-3 | 1-0 | 3-1 | 0-2 | 0-1 | 2-1 |     | 2-0 | 4-5 | 2-1 | 2-0 | 1-1 | 3-3 |
| Ethnikos      | 1-2 | 2-2 | 1-1 | 1-1 | 0-2 | 1-7 | 0-1 | 1-6 |     | 3-3 | 2-1 | 5-1 | 2-2 | 2-1 |
| Elia          | 2-4 | 0-0 | 1-0 | 0-1 | 0-0 | 2-1 | 1-1 | 4-0 | 1-1 |     | 1-0 | 2-1 | 0-1 | 2-2 |
| Enosis        | 0-4 | 2-2 | 0-1 | 3-1 | 1-1 | 2-0 | 0-2 | 2-1 | 2-0 | 1-1 |     | 2-1 | 1-0 | 0-0 |
| THOI          | 1-2 | 1-1 | 1-3 | 0-2 | 2-5 | 0-1 | 1-0 | 1-3 | 1-2 | 0-2 | 2-1 |     | 1-1 | 0-1 |
| Kinyras       | 0-3 | 1-4 | 1-2 | 6-0 | 3-4 | 0-4 | 0-2 | 0-0 | 2-0 | 2-1 | 0-0 | 2-0 |     | 4-3 |
| Othellos      | 3-1 | 0-0 | 1-1 | 2-0 | 1-4 | 4-1 | 2-3 | 0-1 | 1-2 | 1-1 | 1-1 | 4-0 | 1-0 |     |